# Arrondissement de Spire
L'arrondissement de Spire est une ancienne subdivision administrative française du département de Mont-Tonnerre créée le 17 février 1800 et supprimée le 11 avril 1814.

## Composition
Il comprenait les cantons de Bad Dürkheim, Edenkoben, Frankenthal, Germersheim, Grünstadt, Mutterstadt, Neustadt an der Weinstraße, Pfeddersheim, Spire et Worms.

## Liens
Organisation administrative de l'Empire dans l'almanach impérial pour l'année 1810